# زالم (آلمان)
زالم (به آلمانی: Salm) یک شهر در آلمان است که در فولکانایفل واقع شده‌است. زالم ۳۵۲ نفر جمعیت دارد.